# ショウ賞
ショウ賞（Shaw Prize、邵逸夫獎）とは、ショウ賞財団によって授与される科学の賞である。2002年に香港で設立され、2004年に最初の賞が贈られた。
賞の名称は、香港の映画・メディア王であるショウ・ブラザーズのランラン・ショウ（邵逸夫）に因むものである。この賞は広く「東洋のノーベル賞」と見なされている。

## 概要
この賞は、天文学、生命科学および医学、数学の3つの分野における最近の業績に対して贈られるもので、死後に授与されない。毎年9月から翌年にかけて推薦が行われる。受賞者は夏に発表され、初秋に授賞式が行われる。受賞者はメダルと賞状を受け取る。メダルの表面には、邵逸夫の肖像と、賞の名前が英語と中国語（繁体字）で刻まれている。裏面には、受賞年、部門、受賞者の名前、そして荀子からの引用「制天命而用之」（天命を制し之を用ふ。ショウ賞公式サイトでは、「自然の法則をつかみ、それを利用する」の意味であると説明している）が刻まれている。加えて、受賞者には2015年10月1日から120万米ドル相当の金額が支払われる。

## 受賞者

### 天文学
| 受賞年 | 受賞者 | 受賞者                        | 国[a]          | 受賞理由[b] |
| ------ | ------ | ----------------------------- | -------------- | --- |
| 2004年 |        | ジェームズ・ピーブルス        | アメリカ合衆国 | 宇宙論への画期的な貢献に対して |
| 2005年 |        | ジェフリー・マーシー          | アメリカ合衆国 | 惑星系の発見につながった貢献に対して |
| 2005年 |        | ミシェル・マイヨール          | スイス         | 惑星系の発見につながった貢献に対して |
| 2006年 |        | ソール・パールマッター        | アメリカ合衆国 | 加速宇宙の膨張率と宇宙のエネルギー密度を求めたことに対して |
| 2006年 |        | アダム・リース                | アメリカ合衆国 | 加速宇宙の膨張率と宇宙のエネルギー密度を求めたことに対して |
| 2006年 |        | ブライアン・P・シュミット     | オーストラリア | 加速宇宙の膨張率と宇宙のエネルギー密度を求めたことに対して |
| 2007年 |        | ピーター・ゴールドレイク      | アメリカ合衆国 | 理論天体物理学と惑星科学における業績に対して |
| 2008年 |        | ラインハルト・ゲンツェル      | ドイツ         | 銀河系の中心に超大質量ブラックホールがあることの証明に対して |
| 2009年 |        | フランク・シュー              | アメリカ合衆国 | 生涯にわたる理論天文学への貢献に対して |
| 2010年 |        | チャールズ・ベネット          | アメリカ合衆国 | 宇宙の構造・年齢・組成を決定する手助けとなったウィルキンソン・マイクロ波異方性探査機(WMAP)実験への貢献に対して |
| 2010年 |        | ライマン・ページ              | アメリカ合衆国 | 宇宙の構造・年齢・組成を決定する手助けとなったウィルキンソン・マイクロ波異方性探査機(WMAP)実験への貢献に対して |
| 2010年 |        | デイビット・スパーゲル        | アメリカ合衆国 | 宇宙の構造・年齢・組成を決定する手助けとなったウィルキンソン・マイクロ波異方性探査機(WMAP)実験への貢献に対して |
| 2011年 |        | エンリコ・コスタ              | イタリア       | 宇宙で知られている中で最も光度の高い物理現象であるガンマ線バーストの宇宙論的起源の証明を可能にする宇宙ミッションのリーダーシップに対して |
| 2011年 |        | ジェラルド・J・フィッシュマン | アメリカ合衆国 | 宇宙で知られている中で最も光度の高い物理現象であるガンマ線バーストの宇宙論的起源の証明を可能にする宇宙ミッションのリーダーシップに対して |
| 2012年 |        | デビッド・C・ジューイット     | アメリカ合衆国 | 太陽系の形成と古くから知られている短彗星の起源に関する考古学的な宝物である太陽系外縁天体の発見と特徴付けに対して |
| 2012年 |        | ジェーン・ルー                | アメリカ合衆国 | 太陽系の形成と古くから知られている短彗星の起源に関する考古学的な宝物である太陽系外縁天体の発見と特徴付けに対して |
| 2013年 |        | スティーブン・バルブス        | イギリス       | 磁気回転不安定性の発見と研究、及びこの不安定性が乱流に繋がり、降着円盤における角運動量輸送のための実行可能なメカニズムであることを実証したことに対して |
| 2013年 |        | ジョン・F・ホーリー           | アメリカ合衆国 | 磁気回転不安定性の発見と研究、及びこの不安定性が乱流に繋がり、降着円盤における角運動量輸送のための実行可能なメカニズムであることを実証したことに対して |
| 2014年 |        | ダニエル・エイゼンシュテイン  | アメリカ合衆国 | バリオン音響振動や赤方偏移歪みなどの宇宙論的モデルを拘束するために使用される銀河の大規模構造の特徴の測定への貢献に対して |
| 2014年 |        | ショウン・コール              | イギリス       | バリオン音響振動や赤方偏移歪みなどの宇宙論的モデルを拘束するために使用される銀河の大規模構造の特徴の測定への貢献に対して |
| 2014年 |        | ジョン・A・ピーコック         | イギリス       | バリオン音響振動や赤方偏移歪みなどの宇宙論的モデルを拘束するために使用される銀河の大規模構造の特徴の測定への貢献に対して |
| 2015年 |        | ウィリアム・J・ボラッキー     | アメリカ合衆国 | 太陽系外惑星系と恒星内部に関する知識を大いに進歩させたケプラー計画の構想と指導に対して |
| 2016年 |        | ロナルド・ドリーバー          | イギリス       | 重力波の直接検出により恒星質量のブラックホールの合体という最初の驚くべき発見をして天文学に新たな窓を開いた、レーザー干渉計重力波観測所(LIGO)の構想と設計に対して |
| 2016年 |        | キップ・ソーン                | アメリカ合衆国 | 重力波の直接検出により恒星質量のブラックホールの合体という最初の驚くべき発見をして天文学に新たな窓を開いた、レーザー干渉計重力波観測所(LIGO)の構想と設計に対して |
| 2016年 |        | レイナー・ワイス              | アメリカ合衆国 | 重力波の直接検出により恒星質量のブラックホールの合体という最初の驚くべき発見をして天文学に新たな窓を開いた、レーザー干渉計重力波観測所(LIGO)の構想と設計に対して |
| 2017年 |        | サイモン・ホワイト            | ドイツ         | 宇宙における構造形成の理解への貢献に対して。彼は、強力な数値シミュレーションにより、初期宇宙における小さな密度のゆらぎが銀河やその他の非線形構造に発展し、平坦な幾何学を持つ宇宙論を強く支持し、暗黒物質と宇宙論的定数によって支配されることを示した。                                       |
| 2018年 |        | ジャン＝ルー・ピュジェ        | フランス       | 赤外からミリメートル以下のスペクトル範囲の天文学への貢献に対して。彼は、過去の恒星形成中の銀河から宇宙赤外線背景放射を検出し、星間物質の構成要素として芳香族炭化水素分子を提案した。観測衛星プランクのミッションにおいて、彼は星間物質の前景の存在下で宇宙論の私達の知識を劇的に進歩させた。 |
| 2019年 |        | エドワード・C・ストーン       | アメリカ合衆国 | 過去40年間にわたり、4つの巨大惑星と太陽系外縁部の理解を一変させ、現在は恒星間空間の探査を始めたボイジャー計画におけるリーダーシップに対して |
| 2020年 |        | ロジャー・ブランドフォード    | アメリカ合衆国 | 理論宇宙物理学、特に活動銀河の基礎的理解、宇宙ジェットの形成、ブラックホールからのエネルギー抽出メカニズム、粒子の加速とその関連放射機構に関する基礎的貢献に対して |
| 2021年 |        | ヴィクトリア・カスピ          | カナダ         | 新しい精密な観測技術の開発により、超強力な磁場を持つ中性子星(マグネター)の存在を確認し、その物理的特性を明らかにした貢献に対して |
| 2021年 |        | クリッサ・クーヴェリオトゥ    | アメリカ合衆国 | 新しい精密な観測技術の開発により、超強力な磁場を持つ中性子星(マグネター)の存在を確認し、その物理的特性を明らかにした貢献に対して |
| 2022年 |        | レンナート・リンデグレン      | スウェーデン   | 宇宙天体観測への生涯の貢献、特に欧州宇宙機関のヒッパルコスおよびガイア計画の構想および設計に果たした役割に対して |
| 2022年 |        | マイケル・ペリーマン          | イギリス       | 宇宙天体観測への生涯の貢献、特に欧州宇宙機関のヒッパルコスおよびガイア計画の構想および設計に果たした役割に対して |
| 2023年 |        | マシュー・ベイルズ            | オーストラリア | 高速電波バースト（FRB）の発見に対して |
| 2023年 |        | ダンカン・ロリマー            | アメリカ合衆国 | 高速電波バースト（FRB）の発見に対して |
| 2023年 |        | マウラ・マクラフリン          | アメリカ合衆国 | 高速電波バースト（FRB）の発見に対して |
| 2024年 |        | シュリニヴァス・クルカルニ    | アメリカ合衆国 | |
| 2025年 |        | リチャード・ボンド            | カナダ         | |
| 2025年 |        | ジョージ・エフスタテュー      | イギリス       | |

### 生命科学および医学
| 受賞年    | 受賞者 | 受賞者                                 | 国[a]          | 受賞理由[b] |
| --------- | ------ | -------------------------------------- | -------------- | --- |
| 2004年[c] |        | スタンリー・ノーマン・コーエン         | アメリカ合衆国 | DNAクローニングと遺伝子工学への貢献に対して |
| 2004年[c] |        | ハーバート・ボイヤー                   | アメリカ合衆国 | DNAクローニングと遺伝子工学への貢献に対して |
| 2004年[c] |        | 簡悦威                                 | アメリカ合衆国 | DNA多型に関する研究に対して |
| 2004年[c] |        | リチャード・ドール                     | イギリス       | 癌の疫学への貢献に対して |
| 2005年    |        | マイケル・バーリッジ                   | イギリス       | 細胞の活動を調節するプロセスであるカルシウムシグナリングに関する研究に対して |
| 2006年    |        | 王暁東                                 | アメリカ合衆国 | プログラム細胞死に関する研究に対して |
| 2007年    |        | ロバート・レフコウィッツ               | アメリカ合衆国 | Gタンパク質共役受容体に関する研究に対して |
| 2008[d]   |        | キース・キャンベル                     | イギリス       | 我々の発生生物学についての知識を進歩させた、哺乳類の細胞分化に関する研究に対して |
| 2008[d]   |        | イアン・ウィルムット                   | イギリス       | 我々の発生生物学についての知識を進歩させた、哺乳類の細胞分化に関する研究に対して |
| 2008[d]   |        | 山中伸弥                               | 日本           | 我々の発生生物学についての知識を進歩させた、哺乳類の細胞分化に関する研究に対して |
| 2009年    |        | ダグラス・L・コールマン                | アメリカ合衆国 | レプチンの発見に対して |
| 2009年    |        | ジェフリー・フリードマン               | アメリカ合衆国 | レプチンの発見に対して |
| 2010年    |        | デヴィッド・ジュリアス                 | アメリカ合衆国 | 皮膚が痛みを伴う刺激を感じる分子メカニズムの発見に対して |
| 2011年    |        | ジュール・ホフマン                     | フランス       | 病原体に対する防御の第一線である自然免疫の分子メカニズムの発見に対して |
| 2011年    |        | ルスラン・メジトフ                     | アメリカ合衆国 | 病原体に対する防御の第一線である自然免疫の分子メカニズムの発見に対して |
| 2011年    |        | ブルース・ボイトラー                   | アメリカ合衆国 | 病原体に対する防御の第一線である自然免疫の分子メカニズムの発見に対して |
| 2012年    |        | フランツ＝ウルリッヒ・ハートル         | ドイツ         | タンパク質フォールディング（折りたたみ）の分子メカニズムの理解への貢献に対して |
| 2012年    |        | アーサー・L・ホーウィッチ              | アメリカ合衆国 | タンパク質フォールディング（折りたたみ）の分子メカニズムの理解への貢献に対して |
| 2013年    |        | ジェフリー・ホール                     | アメリカ合衆国 | 概日リズムの根底にある分子メカニズムの発見に対して |
| 2013年    |        | マイケル・ロスバッシュ                 | アメリカ合衆国 | 概日リズムの根底にある分子メカニズムの発見に対して |
| 2013年    |        | マイケル・ヤング                       | アメリカ合衆国 | 概日リズムの根底にある分子メカニズムの発見に対して |
| 2014年    |        | 森和俊                                 | 日本           | 真核細胞における細胞小器官恒常性とタンパク質輸出の質を制御する細胞信号伝達経路である小胞体ストレス応答の発見に対して |
| 2014年    |        | ピーター・ウォルター                   | アメリカ合衆国 | 真核細胞における細胞小器官恒常性とタンパク質輸出の質を制御する細胞信号伝達経路である小胞体ストレス応答の発見に対して |
| 2015年    |        | ボニー・バスラー                       | アメリカ合衆国 | バクテリアが互いに情報伝達するプロセスで、細菌性病原体を妨害したり、健康上の応用のために細菌叢を調節したりする革新的な方法を提供するクオラムセンシングの分子メカニズムの解明に対して                                                 |
| 2015年    |        | エヴェレット・ピーター・グリーンバーグ | アメリカ合衆国 | バクテリアが互いに情報伝達するプロセスで、細菌性病原体を妨害したり、健康上の応用のために細菌叢を調節したりする革新的な方法を提供するクオラムセンシングの分子メカニズムの解明に対して                                                 |
| 2016年    |        | エイドリアン・バード                   | イギリス       | 発達障害のレット症候群の基礎として遺伝子制御に影響する染色体のDNAの1つの化学修飾を認識する遺伝子とコードされたタンパク質の発見に対して                                                                                               |
| 2016年    |        | フーダ・ゾービ                         | アメリカ合衆国 | 発達障害のレット症候群の基礎として遺伝子制御に影響する染色体のDNAの1つの化学修飾を認識する遺伝子とコードされたタンパク質の発見に対して                                                                                               |
| 2017年    |        | イアン・R・ギボンズ                    | アメリカ合衆国 | 人間の細胞の成長・分裂・生存に不可欠な細胞と細胞内の動きを動かすエンジンである微小管関連モータータンパク質の発見に対して |
| 2017年    |        | ロナルド・ベール                       | アメリカ合衆国 | 人間の細胞の成長・分裂・生存に不可欠な細胞と細胞内の動きを動かすエンジンである微小管関連モータータンパク質の発見に対して |
| 2018年    |        | メアリー＝クレア・キング               | アメリカ合衆国 | 初の乳癌遺伝子のマッピングに対して。数学モデルを使用して、キングは乳癌が単一の遺伝子によって引き起こされる可能性があることを予測し、実証した。彼女はそのクローニングを容易にする遺伝子をマッピングし、それにより何千もの命を救った。 |
| 2019年    |        | マリア・ジャシン                       | アメリカ合衆国 | 哺乳類細胞において、DNAの局在化した二本鎖切断が組換えを刺激することを示し、哺乳類ゲノムの特定部位での編集を可能にするツールに不可欠な研究を行った業績に対して                                                                        |
| 2020年    |        | ゲロ・ミーゼンベック                   | オーストリア   | オプトジェネティクスの開発に対して |
| 2020年    |        | ペーター・ヘーゲマン                   | ドイツ         | オプトジェネティクスの開発に対して |
| 2020年    |        | ゲオルグ・ナーゲル                     | ドイツ         | オプトジェネティクスの開発に対して |
| 2021年    |        | スコット・エマー                       | アメリカ合衆国 | 細胞分裂、細胞表面受容体の制御、ウイルスの拡散、神経軸索の剪定など、膜生物学に関わる多様なプロセスに不可欠なESCRT経路を発見した画期的な業績に対して                                                                                  |
| 2022年    |        | ポール・ネグレスク                     | アメリカ合衆国 | 嚢胞性線維症の基礎となる分子的、生化学的、機能的欠陥の画期的な発見と、それらの欠陥を逆転させる医薬品の特定と開発により、この疾患に罹患したほとんどの人を治療できるようになったことに対して                                           |
| 2022年    |        | マイケル・J・ウェルシュ                | アメリカ合衆国 | 嚢胞性線維症の基礎となる分子的、生化学的、機能的欠陥の画期的な発見と、それらの欠陥を逆転させる医薬品の特定と開発により、この疾患に罹患したほとんどの人を治療できるようになったことに対して                                           |
| 2023年    |        | パトリック・クラマー                   | ドイツ         | 遺伝子転写を担うタンパク質の仕組みを、原子レベルで可視化し、転写の各段階のメカニズム、適切な遺伝子転写がいかに健康を促進し、制御不全がいかに病気を引き起こすかを明らかにした構造生物学の先駆的研究に対して                           |
| 2023年    |        | エヴァ・ノガレス                       | アメリカ合衆国 | 遺伝子転写を担うタンパク質の仕組みを、原子レベルで可視化し、転写の各段階のメカニズム、適切な遺伝子転写がいかに健康を促進し、制御不全がいかに病気を引き起こすかを明らかにした構造生物学の先駆的研究に対して                           |
| 2024年    |        | ステュアート・オーキン                 | アメリカ合衆国 | |
| 2024年    |        | スウィー・レイ・ティエン               | アメリカ合衆国 | |
| 2025年    |        | ヴォルフガング・バウマイスター         | ドイツ         | |

### 数学
| 受賞年 | 受賞者 | 受賞者                           | 国[a]          | 受賞理由[b] |
| ------ | ------ | -------------------------------- | -------------- | --- |
| 2004年 |        | 陳省身                           | 中国           | 大域的微分幾何学の創始と先駆的研究に対して |
| 2005年 |        | アンドリュー・ワイルズ           | イギリス       | フェルマーの最終定理の証明に対して |
| 2006年 |        | デヴィッド・マンフォード         | アメリカ合衆国 | パターン理論と視覚研究への貢献に対して |
| 2006年 |        | 呉文俊                           | 中国           | 数学機械化への貢献に対して |
| 2007年 |        | ロバート・ラングランズ           | アメリカ合衆国 | 素数と対称性を結び付けるラングランズ・プログラムの開発に対して |
| 2007年 |        | リチャード・テイラー             | イギリス       | 素数と対称性を結び付けるラングランズ・プログラムの開発に対して |
| 2008年 |        | ウラジーミル・アーノルド         | ロシア         | 数理物理学への貢献に対して |
| 2008年 |        | ルドウィッグ・ファーデフ         | ロシア         | 数理物理学への貢献に対して |
| 2009年 |        | サイモン・ドナルドソン           | イギリス       | 3次元と4次元の幾何学への貢献に対して |
| 2009年 |        | クリフォード・タウベス           | アメリカ合衆国 | 3次元と4次元の幾何学への貢献に対して |
| 2010年 |        | ジャン・ブルガン                 | ベルギー       | 数理解析とその偏微分方程式への応用、数理物理学、組合せ論、整数論、エルゴード理論、理論計算機科学における深い業績に対して                                                                            |
| 2011年 |        | デメトリオス・クリストドゥールー | スイス         | ローレンツ幾何学およびリーマン幾何学における非線形偏微分方程式に関するそれらの非常に革新的な研究とその一般相対論およびトポロジーへの応用に対して                                                    |
| 2011年 |        | リチャード・S・ハミルトン        | アメリカ合衆国 | ローレンツ幾何学およびリーマン幾何学における非線形偏微分方程式に関するそれらの非常に革新的な研究とその一般相対論およびトポロジーへの応用に対して                                                    |
| 2012年 |        | マキシム・コンツェビッチ         | フランス       | 代数学・幾何学・数理物理学における、および特に変形量子化、モチーフ積分、ミラー対称性における先駆的な研究に対して                                                                                    |
| 2013年 |        | デイヴィッド・ドノホー           | アメリカ合衆国 | 現代の数学的統計への深い貢献、特に、ノイズの存在下での統計的推定のための最適なアルゴリズムの開発と、大きなデータセットにおけるまばらな表現と回復のための効率的な技術の開発に対して                  |
| 2014年 |        | ジョージ・ルスティック           | アメリカ合衆国 | 代数学・代数幾何学・表現論への基本的な貢献に対して、および古い問題を解決し、美しい新しいつながりを明らかにするために、これらの主題を一緒に組み立てたことに対して                                    |
| 2015年 |        | ゲルト・ファルティングス         | ドイツ         | 彼らや他の人々がいくつかの長年の古典的な問題を解決することを可能にする、数論における基本的なツールの導入と開発に対して                                                                              |
| 2015年 |        | Henryk Iwaniec                   | アメリカ合衆国 | 彼らや他の人々がいくつかの長年の古典的な問題を解決することを可能にする、数論における基本的なツールの導入と開発に対して                                                                              |
| 2016年 |        | ナイジェル・ヒッチン             | イギリス       | 幾何学、表現論、理論物理学への広範な貢献に対して |
| 2017年 |        | ヤノス・ケラー                   | アメリカ合衆国 | 分野を変えて、手の届かないところに現れていた長年の問題の解決につながった、代数幾何学の多くの中心的な分野での驚くべき結果に対して                                                                    |
| 2017年 |        | クレール・ヴォワザン             | フランス       | 分野を変えて、手の届かないところに現れていた長年の問題の解決につながった、代数幾何学の多くの中心的な分野での驚くべき結果に対して                                                                    |
| 2018年 |        | ルイス・カフェレリ               | アメリカ合衆国 | モンジュ・アンペール方程式のような非線形方程式の正則性理論や、 障害物問題のような自由境界問題を作成することを含む、偏微分方程式に関する、この分野の全世代の研究者に影響を与えた画期的な研究に対して |
| 2019年 |        | ミシェル・タラグラン             | フランス       | 濃度不等式、確率過程の至高性、スピングラスの厳密な結果に関する研究に対して |
| 2020年 |        | アレクサンダー・ベイリンソン     | アメリカ合衆国 | 表現論に大きな影響を与え、深い貢献をしたことに対して |
| 2020年 |        | ドミトリー・カジュダン           | イスラエル     | 表現論に大きな影響を与え、深い貢献をしたことに対して |
| 2021年 |        | ジャン＝ミシェル・ビスムー       | フランス       | 現代の幾何学に変革をもたらした業績に対して |
| 2021年 |        | ジェフ・チーガー                 | アメリカ合衆国 | 現代の幾何学に変革をもたらした業績に対して |
| 2022年 |        | ノガ・アロン                     | イスラエル     | 代数幾何学、位相幾何学、コンピュータサイエンスとの相互作用を伴う離散数学とモデル理論への顕著な貢献に対して                                                                                          |
| 2022年 |        | エウド・フルショフスキー         | イスラエル     | 代数幾何学、位相幾何学、コンピュータサイエンスとの相互作用を伴う離散数学とモデル理論への顕著な貢献に対して                                                                                          |
| 2023年 |        | ウラジーミル・ドリンフェルト     | アメリカ合衆国 | 数理物理学、数論幾何学、微分幾何学、ケーラー幾何学に関する貢献に対して |
| 2023年 |        | シン＝トゥン・ヤウ               | アメリカ合衆国 | 数理物理学、数論幾何学、微分幾何学、ケーラー幾何学に関する貢献に対して |
| 2024年 |        | ピーター・サルナック             | アメリカ合衆国 | |
| 2025年 |        | 深谷賢治                         | 日本           | |